# Oscar (Automarke)

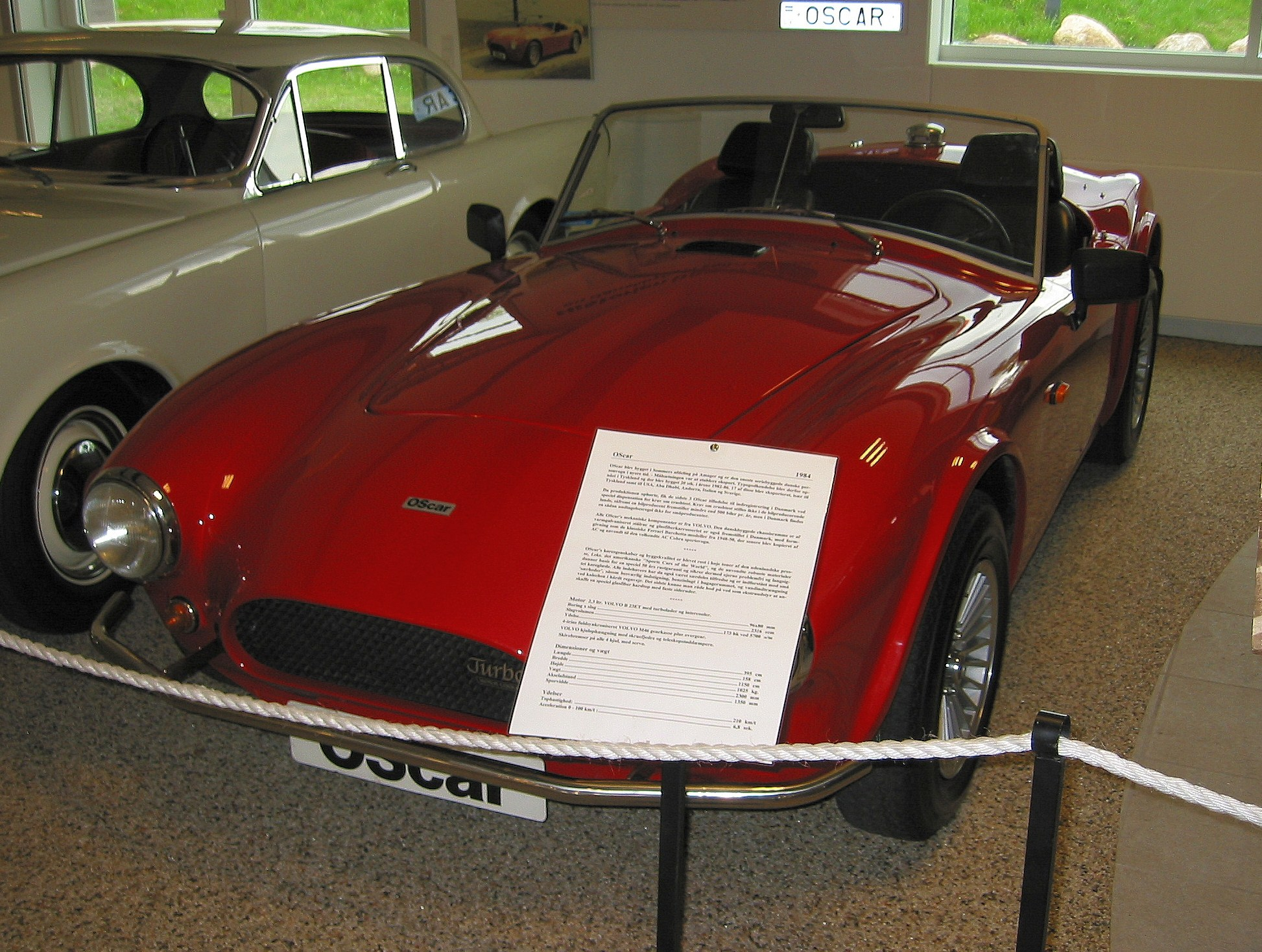
Oscar von 1984

Oscar (Eigenschreibweise OScar) war eine dänische Automarke.

## Unternehmensgeschichte
Das Unternehmen von Ole Sommer aus Kopenhagen begann 1982, 1983 oder 1984 mit der Produktion von Automobilen. Der Markenname Oscar leitete sich von Ole Sommer car ab. 1984 oder 1985 endete die Produktion nach fünf hergestellten Exemplaren.

## Fahrzeuge
Das einzige Modell war ein Sportwagen, der dem AC Cobra ähnelte. Die offene Karosserie war aus GFK und bot Platz für zwei Personen. Für den Antrieb sorgte ein Motor von Volvo. 1984 bot Auto Becker das Fahrzeug in Deutschland für 79.990 DM an.
Ein Fahrzeug ist im Sommer's Automobile Museum in Nærum ausgestellt.